# Woquard
Woquard is een dorp in de Duitse gemeente Krummhörn, deelstaat Nedersaksen, en telt 177 inwoners (2012).
Woquard is het kleinste dorp van de gemeente. Het wordt in 1632 voor het eerst genoemd, onder de naam Wachtwert. Het wapen van Woquard vertelt veel over de geschiedenis van het dorp. De kleuren blauw en geel verwijzen naar het Zweeds koningshuis en herinneren aan Catharina van Zweden. De leeuw komt uit het hoofdelingenwapen van de Manninga's; de Franse lelie uit het helmteken van de graven Cirksena; de ster kan met het oude wapen van Norden in verband worden gebracht.
De uitdrukking "Wokert is ’n Rad" (Woquard is een wiel) heeft betrekking op de straten van het dorp, die lijken op de spaken van een wiel, met de Mariakerk als middelpunt. In de toren van de kerk uit 1789 hangt de oudste kerkklok van Oost-Friesland. Aan de westzijde van de kerk zou zich vroeger een burcht hebben bevonden, die echter door een hoofdeling van Pewsum zou zijn verwoest.